# ISO 31-3
ISO 31-3は、力学に関する量とその単位について定めた国際標準化機構(ISO)の国際規格で、ISO 31の一部である。
2006年に発行されたISO 80000-4によって置き換えられ、ISO 31-3は廃止された。
日本工業規格(JIS)では JIS Z 8202-3:2000 が相当する。2014年に ISO 80000-4 に相当する JIS Z 8000-4:2014 が発行され、 JIS Z 8202-3:2000 は廃止された。